# Église de la Trinité de Château-Gontier
Pour les articles homonymes, voir église de la Trinité.
L'église de la Trinité est une église située à Château-Gontier, en France.

## Localisation
L'église est située dans le département français de la Mayenne, sur la commune de Château-Gontier. Elle jouxte le couvent des Ursulines dont elle a été l'église conventuelle.

## Historique
L'édifice est classé au titre des monuments historiques depuis 1969.